# 816
816(팔백십육)은 815보다 크고 817보다 작은 자연수다.

## 수학
- 합성수로, 그 약수는 총 20개다. (1, 2, 3, 4, 6, 8, 12, 16, 17, 24, 34, 48, 51, 68, 102, 136, 204, 272, 408, 816)
  - 816의 진약수의 합은 1416이므로, 816은 과잉수다.
- {\displaystyle 13^{4}-1}은 816으로 나누어떨어진다.
- 정816각형은 작도할 수 있다.

## 과학
- NGC 816: 삼각형자리 방향에 있는 은하.

## 교통

### 항공
- 팬아메리칸 월드 항공 816편 추락 사고

### 철도
- 수도권 전철 8호선 송파역의 역번호.

### 도로
- 816번 지방도: 전북특별자치도 고창군 대산면 내를 관통하는 대한민국의 지방도.
- 816번 홋카이도도(일본어판)

## 군사
- 816 프로젝트: 중화인민공화국의 지하 핵무기 제조 공장.

## 기타
- 날짜: 8월 16일
- 연도: 816년, 기원전 816년